# Clémence (prénom)
Pour les articles homonymes, voir Clémence (homonymie).
Clémence est un prénom féminin d'origine latine, dérivé de l'adjectif clemens, clementis qui signifie « bon », « indulgent », « doux ». Sa forme masculine est Clément.

## Variantes
- Clémance
- Clementia
- Clémentine

## Les "Clémence" célèbres

### Personnalités
- Clémence de Hongrie, (1293 - 1328), reine de France et de Navarre.
- Clémence d'Aquitaine (1060 - 1142).
- Clémence de Trèves (+ 1176), religieuse bénédictine, bienheureuse.
- Clémence Isaure, personnage inventé en 1515 pour financer les Jeux Floraux.
- Clémence Louise dite Louise Michel (1830 - 1905), écrivain et personnage important de la Commune de Paris.
- Clémence Royer (1830 - 1902), philosophe et femme de sciences.
- Clémence Boulouque, romancière française.
- Clemence Dane (1888 - 1965), romancière et dramaturge anglaise.
- Clémence Bringtown, chanteuse du groupe La Compagnie créole.
- Clémence DesRochers, actrice québécoise.
- Clémence Poésy, actrice française.
- Clémence Saint-Preux, chanteuse française.
- Clémence Botino, Miss France 2020.
- Pour les personnalités portant ce prénom, voir : Tous les articles commençant par « Clémence ».

### Littérature
- Ferragus (Histoire des Treize) de Honoré de Balzac (Clémence Desmarets, fille de Ferragus)
- Clémence Picot de Regis Jauffret
- Prénom récurrent dans les romans de Philippe Claudel

### Sainte catholique
Au XIIe siècle, Clémence d'Hohenberg, appelée aussi Bienheureuse Clémence, veuve du comte de Spanheim, se consacre à Dieu en l'abbaye bénédictine de Trèves (Rhénanie).